# Fiat Coupé
Fiat Coupé (type 175), som af fabrikanten blev markedsført under navnet Coupé Fiat, var en kompakt sportsvogn fra Fiat Automobiles. Bilen var i produktion fra april 1994 til september 2000, og gik under udviklingsprocessen også under navnet Coffango. Teknisk set var Coupé baseret på den lille mellemklassebil Fiat Tipo. På grund af sit usædvanlige design hører bilen mere end 15 år efter at produktionen er ophørt til de mest eftertragtede youngtimers.

## Opståelseshistorie
Til Coupé Fiat's særlige træk hører karrosseriets specielle design. Modellen blev designet i Fiats egen Centro Stile, som fik konkurrence fra Pininfarina hvis design senere blev brugt til Peugeot 406 Coupé. Centro Stile-designet blev ledet af Chris Bangle, som kombinerede sin egen tolkning af 1980'ernes italienske designsprog med stilelementer fra amerikanske sportsvogne. Frontpartiet var ifølge Bangle en hyldest til Ford GT40, mens det fritstående tankdæksel skulle citere en Dodge Charger fra 1968. De runde baglygter var et typisk kendetegn for den italienske sportsvogn. Den bevægelige spoiler fulgte derimod ikke med over i den serieproducerede udgave. Kabinen, som var udstyret med et i bilens farve omkranset lakeret kombiinstrument, var designet af Pininfarina.
Den 4,25 m lange bil var en 2+2-sæder, dvs. den havde to "rigtige" siddepladser foran og to "nødsæder" bagi.

## Modelhistorie
- April 1994: Introduktion af Fiat Coupé med motorerne 2,0 16V med 102 kW (139 hk) og 2,0 16V Turbo med 140 kW (190 hk), begge med fire cylindre.
- Juni 1996: Introduktion af 1,8 16V med 96 kW (130 hk).
- Oktober 1996: Introduktion af femcylindrede motorer: 2,0 20V med 108 kW (147 hk) og 2,0 20V Turbo med 162 kW (220 hk). Sidstnævnte var med en tophastighed på 250 km/t den dengang hurtigste serieproducerede bil med forhjulstræk, og er til dato den hurtigste serieproducerede Fiat-model.
- Maj 1998: 2,0 20V nu med 113 kW (154 hk) i stedet for de hidtidige 108 kW (147 hk).
- 1998−1999: Limited Edition (kun 20V Turbo).
- 1999−2000: Plus Edition 20V Turbo og 1,8 16V.
- Juni 2000: Last Edition.[6]
- September 2000: Indstilling af produktionen.

## Tekniske data
| Model         | Cylindre | Slagvolume cm³ | Max. effekt kW (hk) / omdr. | Max. drejningsmoment Nm / omdr. | 0-100 km/t sek. | Topfart km/t | Byggeår     |
| ------------- | -------- | -------------- | --------------------------- | ------------------------------- | --------------- | ------------ | ----------- |
| 1.8 16V       | 4        | 1747           | 96 (130) / 6300             | 163 / 4300                      | 9,2             | 205          | 1996 − 2000 |
| 2.0 16V       | 4        | 1995           | 102 (139) / 6000            | 180 / 4500                      | 9,2             | 208          | 1994 − 1996 |
| 2.0 20V       | 5        | 1998           | 108 (147) / 6100            | 186 / 4500                      | 8,9             | 212          | 1996 − 1998 |
| 2.0 20V       | 5        | 1998           | 113 (154) / 6700            | 186 / 3750                      | 8,4             | 215          | 1998 − 2000 |
| 2.0 16V Turbo | 4        | 1995           | 140 (190) / 5500            | 290 / 3400                      | 7,5             | 225          | 1994 − 1996 |
| 2.0 20V Turbo | 5        | 1998           | 162 (220) / 5750            | 310 / 2500                      | 6,5             | 250          | 1996 − 2000 |

## Produktion
Coupé Fiat blev fremstillet hos Pininfarina. Bilen skulle sammen med den fra foråret 1995 til midten af 2005 producerede, åbne Barchetta give Fiat et sportsligere image og knytte sig til mærkets coupéhistorie. Der blev i alt produceret 72.762 eksemplarer af bilen. Året med flest producerede biler var 1994, hvor der blev produceret 17.600 biler. Derefter aftog produktionstallet kontinuerligt, og fra 1998 var de årlige produktionstal kun firecifrede.
I de fleste lande forblev salgstallene lave. Dette kunne heller ikke de i 1998 gennemførte modifikationer i kabinen ændre på.